# Municipio de Progreso de Obregón
El municipio de Progreso de Obregón es uno de los ochenta y cuatro municipios que conforman el estado de Hidalgo, México. La cabecera municipal y localidad más poblada es Progreso.
El municipio se localiza al centro del territorio hidalguense entre los paralelos 20°13′ y 20°23′ de latitud norte; los meridianos 97°7′ y 99°14′ de longitud oeste; con una altitud entre 1900 y 2500 m s. n. m. Este municipio cuenta con una superficie de 91.00 km², y representa el 0.44 % de la superficie del estado; dentro de la región geográfica denominada como Valle del Mezquital.
Colinda al norte con los municipios de Chilcuautla y San Salvador; al este con los municipios de San Salvador y Mixquiahuala de Juárez; al sur con Mixquiahuala de Juárez; al oeste con el municipio de Chilcuautla.

## Toponimia
Antiguamente este lugar fue denominado La Venta; poco después por su crecimiento y el deseo de sus habitantes, se le denominó Progreso, refregando el deseo reiterado por progresar y el nombre de Obregón en honor al general Álvaro Obregón.

## Geografía

### Relieve e hidrográfica
En cuanto a fisiografía se encuentra dentro de la provincia Eje Neovolcánico; dentro de la subprovincia Llanuras y Sierras de Querétaro e Hidalgo. Su territorio es sierra (58.0 %), llanura (30.0 %) y meseta (12.0 %). Las principales elevaciones que se encuentran en el municipio son; el cerro Dorodejé que tiene una altitud de 2580 m s. n. m., además el cerro Don Cibi con una altura de 2180 con m s. n. m.
En cuanto a su geología corresponde al periodo neógeno (47.19%), cuaternario (26.0%) y cretácico (19.0%). Con rocas tipo ígnea extrusiva: volcanoclástico (35.19%), brecha volcánica básica (12.0%) y basalto (8.0%); sedimentaria: caliza (19.0%); suelo: aluvial (18.0%). En cuanto a edafología el suelo dominante es phaeozem (43.0%), leptosol (28.0%), calcisol (13.0%) y vertisol (8.19%).
En lo que respecta a la hidrología se encuentra posicionado en la región hidrológica del Pánuco; en las cuencas del río Moctezuma; dentro de las subcuenca del río Tula (83.0%) y río Actopan (17.0%). Las corrientes de agua que conforman el municipio son: Tula, Xochitlán, Manchada, Acueducto y Canal el Norte.

### Clima
El territorio municipal se encuentran los siguientes climas con su respectivo porcentaje: Semiseco templado (100.0%). Registrando una temperatura media anual de 17 °C, una precipitación pluvial de 400 a 500 mm, y un periodo de lluvias de mayo a septiembre.

### Ecología
La flora en el municipio tiene una vegetación compuesta por maguey, nopal, huizache, cactus, órgano, biznaga, pitaya, mezquite, encino y
oyamel. La fauna se comprende animales como, conejo, liebre, víbora, águila, gavilán, camaleón, techín, zopilote y zorrillo.

## Demografía

### Población
De acuerdo a los resultados que presentó el Censo Población y Vivienda 2020 del INEGI, el municipio cuenta con un total de 23 641 habitantes, siendo 11 165 hombres y 12 476 mujeres. Tiene una densidad de 259.9 hab/km², la mitad de la población tiene 31 años o menos, existen 89 hombres por cada 100 mujeres.
El porcentaje de población que habla lengua indígena es de 1.60 %, y el porcentaje de población que se considera afromexicana o afrodescendiente es de 1.55 %. Tiene una Tasa de alfabetización de 99.4 % en la población de 15 a 24 años, de 95.7 % en la población de 25 años y más. El porcentaje de población según nivel de escolaridad, es de 3.2 % sin escolaridad, el 47.4 % con educación básica, el 24.8 % con educación media superior, el 24.5 % con educación superior, y 0.2 % no especificado.
El porcentaje de población afiliada a servicios de salud es de 67.4 %. El 23.9 % se encuentra afiliada al IMSS, el 54.2 % al INSABI, el 18.4 % al ISSSTE, 0.6 % IMSS Bienestar, 1.0 % a las dependencias de salud de PEMEX, Defensa o Marina, 2.3 % a una institución privada, y el 0.5 % a otra institución. El porcentaje de población con alguna discapacidad es de 5.1 %. El porcentaje de población según situación conyugal, el 28.8 % se encuentra casada, el 34.2 % soltera, el 23.5 % en unión libre, el 6.4 % separada, el 1.4 % divorciada, el 5.7 % viuda.
Para 2020, el total de viviendas particulares habitadas es de 6308 viviendas, representa el 0.7 % del total estatal. Con un promedio de ocupantes por vivienda 3.2 personas. Predominan las viviendas con tabique y block. En el municipio para el año 2020, el servicio de energía eléctrica abarca una cobertura del 99.0 %; el servicio de agua entubada un 74.6 %; el servicio de drenaje cubre un 98.5 %; y el servicio sanitario un 98.5 %.

### Localidades
Para el año 2020, de acuerdo al Catálogo de Localidades, el municipio cuenta con 22 localidades.
| Código INEGI | Localidad                    | Población (2020) | Porcentaje (%) | Ámbito Población | Categoría Población |
| ------------ | ---------------------------- | ---------------- | -------------- | ---------------- | ------------------- |
| 130500001    | Progreso de Obregón          | 17 718           | 74.95          | Urbana           | Cabecera municipal  |
| 130500003    | Xochitlán                    | 2667             | 11.28          | Urbana           | Comunidad           |
| 130500012    | El Moreno                    | 1260             | 5.33           | Rural            | Comunidad           |
| 130500015    | La Ranchería                 | 531              | 2.25           | Rural            | Comunidad           |
| 130500023    | Progreso [Fraccionamiento]   | 332              | 1.40           | Rural            | Ranchería           |
| 130500010    | El Jardín [Colonia]          | 229              | 0.97           | Rural            | Ranchería           |
| 130500008    | Los Pinos                    | 179              | 0.76           | Rural            | Ranchería           |
| 130500011    | La Mora                      | 150              | 0.63           | Rural            | Ranchería           |
| 130500022    | Dotzibi (Lomas de Xochitlán) | 127              | 0.54           | Rural            | Ranchería           |
| 130500002    | El Xamú                      | 93               | 0.39           | Rural            | Ranchería           |
| 130500006    | El Dho                       | 77               | 0.33           | Rural            | Ranchería           |
| 130500013    | Los Olivos                   | 49               | 0.21           | Rural            | Ranchería           |
| 130500026    | 6 de Enero                   | 43               | 0.18           | Rural            | Ranchería           |
| 130500025    | El Garambullo 2              | 41               | 0.17           | Rural            | Ranchería           |
| 130500024    | El Garambullo 1              | 30               | 0.13           | Rural            | Ranchería           |
| 130500005    | Las Calvas                   | 27               | 0.11           | Rural            | Ranchería           |
| 130500021    | Rancho de la Peña            | 18               | 0.08           | Rural            | Ranchería           |
| 130500018    | Donijha                      | 17               | 0.07           | Rural            | Ranchería           |
| 130500020    | La Cruz                      | 16               | 0.07           | Rural            | Ranchería           |
| 130500019    | Palma Gorda                  | 16               | 0.07           | Rural            | Ranchería           |
| 130500016    | La Era                       | 11               | 0.05           | Rural            | Ranchería           |
| 130500004    | Los Manantiales [Colonia]    | 10               | 0.04           | Rural            | Ranchería           |

## Política
Se erigió como municipio el 8 de enero de 1970. El Ayuntamiento está compuesto por: un presidente municipal, un síndico, ocho regidores y, cuatro delegados municipales. De acuerdo al Instituto Nacional electoral (INE) el municipio está integrado por doce secciones electorales, de la 0982 a la 0993. Para la elección de diputados federales a la Cámara de Diputados de México y diputados locales al Congreso de Hidalgo, se encuentra integrado al distrito electoral federal 2 de Hidalgo y al distrito electoral local 7 de Hidalgo. A nivel estatal administrativo pertenece a la Macrorregión III y a la Microrregión VIII, además de a la Región Operativa II Tula.

### Cronología de presidentes municipales
| 1970- 1973                                                   | Joel Pérez Estrada         | -                                                   |                    |     |
| 1973-1976                                                    | James Olguín Calva         | -                                                   |                    |     |
| 1976-1979                                                    | Mario Candela Hernández    | -                                                   |                    |     |
| 1979-1982                                                    | Teresa Escamilla Mendoza   | -                                                   |                    |     |
| 1982-1985                                                    | José Gutiérrez Estrada     | -                                                   |                    |     |
| 1985-1988                                                    | Oscar Manuel Estrada López | -                                                   |                    |     |
| 1988-1991                                                    | Medardo Becerril Jiménez   | -                                                   |                    |     |
| 1991-1994                                                    | Gregorio Alamilla          | -                                                   |                    |     |
| 16/01/1994 al 15/01/1997                                     | Sergio Becerril Jiménez    | PRI                                                 |                    |     |
| [[Anexo:Presidentes municipales de Hidalgo (1997-2000)\|16/0 | 16/01/2000 al 15/01/2003   | Juan Manuel Alamilla Villeda 1/1997 al 15/01/2000]] | Manuel Cerón Calva | PRI |
| PAN                                                          |                            |                                                     |                    |     |
| 16/01/2003 al 15/01/2006                                     | Antonio Zúñiga Díaz        | PAN                                                 |                    |     |
| 16/01/2006 al 15/01/2009                                     | Rosendo Gutiérrez García   | PRD                                                 |                    |     |
| 16/01/2009 al 15/01/2012                                     | Saúl Neria Reyes           | Mas x Hidalgo                                       |                    |     |
| 16/01/2012 al 04/09/2016                                     | Alfredo Zúñiga Avilez      | Poder con Rumbo                                     |                    |     |
| 05/09/2016 al 04/09/2020                                     | Raúl Meneses Rodríguez     | PRI                                                 |                    |     |
| 05/09/2020 al 14/12/2020                                     | Almaquio Escamilla Serrano | Concejo municipal Interino                          |                    |     |
| 15/12/2020 al 28/02/2024                                     | Armando Mera Olguín        | Juntos Haremos Historia                             |                    |     |
| 15/03/2024 al 04/09/2024                                     | Osvaldo Cano Olvera        | PT                                                  |                    |     |
| 05/09/2024 al 04/09/2027                                     | Lorena Estrada Flores      | PRI                                                 |                    |     |

## Economía
En 2015 el municipio presenta un IDH de 0.781 Alto, por lo que ocupa el lugar 9° a nivel estatal; y en 2005 presentó un PIB de $1,160,858,602.00 pesos mexicanos, y un PIB per cápita de $59,011.00 (precios corrientes de 2005).
De acuerdo con el Consejo Nacional de Evaluación de la Política de Desarrollo Social (Coneval), el municipio registra un Índice de Marginación Muy Bajo. El 46.7% de la población se encuentra en pobreza moderada y 6.1% se encuentra en pobreza extrema. En 2015, el municipio ocupó el lugar 12 de 84 municipios en la escala estatal de rezago social.
A datos de 2015, en materia de agricultura en este municipio se encuentra el maíz con 1501 ha cosechadas, frijol con 89 ha, avena forraje 170 ha, calabacita con 30 ha, alfalfa verde con 803 ha, pastos con 38 ha, coliflor con 43 ha. En ganadería destaca el ganado ovino 4468 cabezas, porcino 1074 cabezas, 538 cabezas de bovino, caprino 42 cabezas y 12 947 aves de corral.
Para 2024 existen 1416 unidades económicas, que generaban empleos para 3738 personas. En lo que respecta al comercio, se cuenta con un tianguis, y dos tiendas Liconsa; además de un mercado y dos rastros municipales. De acuerdo con cifras al año 2015 presentadas en los censos económicos del INEGI, la Población Económicamente Activa (PEA) del municipio asciende a 9230 personas de las cuales 8845 se encuentran ocupadas y 385 se encuentran desocupadas. El 8.65% pertenece al sector primario, el 20.16% pertenece al sector secundario, el 69.17% pertenece al sector terciario y 2.02% no especificaron.